# Alphonsea ceramensis
Alphonsea ceramensis là loài thực vật có hoa thuộc họ Na. Loài này được Scheff. mô tả khoa học đầu tiên năm 1885.